# Hemiodus parnaguae
Hemiodus parnaguae, popularmente conhecida como voador, avoador e doirado, é um peixe da família dos hemiodontídeos (Hemiodontidae). Foi descrito por Carl H. Eigenmann & Arthur Wilbur Henn em 1916. É encontrado na América do Sul, na Amazônia.

## Etimologia
O nome genérico Hemiodus deriva do grego hemi- (ἡμι-), "meio, metade", e odoús (genitivo: odóntos) (ὀδούς (ὀδόντος)), "dente".

## Descrição
Hemiodus parnaguae alcança até 14,6 centímetros de comprimento padrão em machos.

## Distribuição e habitat
Hemiodus parnaguae é conhecida na bacia do rio Parnaíba, abrangendo os estados do Maranhão, Pará, Piauí e Ceará, nos biomas da Amazônia, Caatinga e Cerrado. Sua localidade-tipo é a lagoa de Parnaguá, no Piauí. Registros adicionais nas bacias dos rios Mearim e Gurupi ainda carecem de confirmação taxonômica. Seu habitat são águas doces subtropicais.

## Ecologia
Hemiodus parnaguae tem reprodução ovípara, com emparelhamento distinto. Seu estilo de vida é bentopelágico. Barbosa et al. (2007), ao analisarem o conteúdo estomacal de 52 espécimes no reservatório de Boa Esperança, identificaram uma dieta variada, composta por detritos, macrófitas, algas, larvas de quironomídeos, sedimento, nematódeos, ostracodes, matéria orgânica, Arhenuridae, camarões, ovos, copépodes e peixes ósseos (Actinopterygii). Esses resultados caracterizam a espécie como uma onívora oportunista, com consumo predominante dos recursos mais abundantes no ambiente, demonstrando alta versatilidade trófica no reservatório.

## Conservação
A União Internacional para a Conservação da Natureza (UICN) classifica Hemiodus parnaguae como uma espécie pouco preocupante (LC), pois é uma espécie frequente e abundante. Além disso, não foram identificadas ameaças significativas que coloquem em risco a população. Em 2018, Hemiodus parnaguae foi classificada como pouco preocupante (LC) no Livro Vermelho da Fauna Brasileira Ameaçada de Extinção do Instituto Chico Mendes de Conservação da Biodiversidade (ICMBio). Em sua área de distribuição, ocorre em algumas áreas de conservação: a Área de Proteção Ambiental do Delta do Parnaíba (APA Delta do Parnaíba), a Área de Proteção Ambiental da Serra da Ibiapaba (APA Serra da Ibiapaba), o Parque Nacional nascentes do Rio Parnaíba (PARNA Nascentes do Rio Parnaíba), a Reserva Biológica do Gurupi (Rebio do Gurupi), a Área de Proteção Ambiental da Baixada Maranhense (APA Baixada Maranhense), a Área de Proteção Ambiental dos Morros Garapenses (APA Morros Garapenses) e a Reserva Particular de Patrimônio Natural Santa Maria de Tapuã (RPPN Santa Maria de Tapuã).